# Henry William Paget
Henry William Paget (n. 17 mai 1768 - d. 29 aprilie 1854) a fost primul marchiz de Anglesey, conte de Uxbridge, general de cavalerie, feldmareșal britanic.
1. 1 2  Henry William Paget, Find a Grave, accesat în 9 octombrie 2017
2. 1 2  Henri William Paget Anglesey, Autoritatea BnF
3. 1 2  Henry Paget, 1st Marquess of Anglesey, SNAC, accesat în 9 octombrie 2017
4. ↑  Henry William Paget, Dictionary of Irish Biography
5. 1 2 3 4 5 6 7 8 9 10  The Peerage
6. 1 2 3 4 5 6 7 8 9 10 11 12 13 14 15 16 17  Kindred Britain